# Leyanis Pérez
Leyanis Pérez Hernández (* 10. Januar 2002 in Pinar del Río) ist eine kubanische Leichtathletin, die sich auf den Dreisprung spezialisiert hat. 2025 wurde sie in dieser Disziplin in Nanjing Hallenweltmeisterin.

## Sportliche Laufbahn
Erste internationale Erfahrungen sammelte Leyanis Pérez im Jahr 2019, als sie bei den U20-Panamerikameisterschaften in San José mit einer Weite von 13,21 m die Silbermedaille im Dreisprung gewann. 2021 erfüllte sie im Mai die Qualifikationsnorm für die Olympischen Spiele in Tokio und stellte dann im Juni in Castellón de la Plana mit 14,53 m einen neuen nordamerikanischen U20-Rekord auf. Bei den Spielen musste sie kurzfristig auf einen Start verzichten. Anfang Dezember siegte sie mit 14,39 m bei den erstmals ausgetragenen Panamerikanischen Juniorenspielen in Cali. Im Jahr darauf belegte sie bei den Hallenweltmeisterschaften in Belgrad mit 13,99 m den elften Platz. Im Mai siegte sie mit 14,58 m bei den Ibero-Amerikanischen Meisterschaften in La Nucia und anschließend gelangte sie bei den Weltmeisterschaften in Eugene mit 14,70 m im Finale auf Rang vier. 2023 siegte sie mit 14,84 m beim Meeting International Mohammed VI d’Athlétisme de Rabat und wurde bei den Bislett Games mit 14,87 m Zweite. Daraufhin gewann sie bei den Zentralamerika- und Karibikspielen in San Salvador mit 14,98 m die Silbermedaille hinter der Venezolanerin Yulimar Rojas und sicherte sich auch im Weitsprung mit 6,65 m die Silbermedaille hinter der Kolumbianerin Natalia Linares. Daraufhin wurde sie beim Memoriał Kamili Skolimowskiej mit 14,67 m Dritte und gewann dann bei den Weltmeisterschaften in Budapest mit 14,96 m im Finale die Bronzemedaille hinter der Venezolanerin Rojas und Maryna Bech-Romantschuk aus der Ukraine. Im November siegte sie mit 14,75 m bei den Panamerikanischen Spielen in Santiago de Chile. Im Jahr darauf gewann sie bei den Hallenweltmeisterschaften in Glasgow mit 14,90 m die Silbermedaille hinter der Dominicanerin Thea LaFond. Im Mai siegte sie mit 14,73 m beim Prefontaine Classic sowie anschließend mit 14,67 m bei der Bauhaus-Galan. Beim Herculis siegte sie mit 14,96 m und im August belegte sie bei den Olympischen Sommerspielen in Paris mit 14,62 m im Finale den fünften Platz. Daraufhin wurde sie beim Memoriał Kamili Skolimowskiej mit 14,42 m Zweite und sicherte sich durch den Sieg beim Memorial Van Damme den Gesamtsieg der Diamond League.
2025 siegte sie bei den Hallenweltmeisterschaften in Nanjing mit Jahresweltbestleistung von 14,93 m.
2023 wurde Pérez kubanische Meisterin im Dreisprung.

## Persönliche Bestleistungen
- Weitsprung: 6,64 m (+0,9 m/s), 3. Juli 2023 in San Salvador
- Dreisprung: 14,98 m (+0,8 m/s), 5. Juli 2023 in San Salvador